# En informationsfilm från Svenskt Näringsliv
En informationsfilm från Svenskt Näringsliv är en serie sketcher med Henrik Schyffert som visats i program som Veckans Nyheter och Sverige dansar och ler.
Sketcherna har inget med Svenskt Näringsliv att göra. De handlar i stället om att Schyffert presenterar olika aspekter av Sverige på svengelska.